# Белянка Манна
Белянка Манна (лат. Pieris mannii) — дневная бабочка из семейства белянок (Pieridae). Этимология латинского названия — Йозеф Манн (J. Mann), сборщик типовой серии вида.

## Описание
Длина переднего крыла 20—26 мм. Основной фон крыльев белый, с несколькими чёрными пятнами. На передних крыльях сверху внешний угол почти до середины оторочки — чёрный; пятно на внутреннем крае крыла такого же цвета. У самок имеется ещё два срединных пятна, два таких же расположены на нижней стороне крыльев. 

### Похожие виды
Чаще всего для самцов приводят такие отличия от репницы: у mannii апикальное пятно заходит дальше вдоль внешнего края переднего крыла, дискальное пятно на переднем крыле крупнее, внешний край крыла более округлый и напыление снизу на заднем крыле распределено равномерно. При этом строение гениталии белянки Манна неотличимо от такового у репницы.

## Ареал
Южная Европа (в Румынской Трансильвании и на юге области Тимиш; имеются старые находки с юга Словакии и в Северной Венгрии), Малая Азия, Марокко, Сирия.
Вид также неоднократно указывался для территории Крыма, однако достоверные данные о распространении его там — отсутствую.

## Местообитания
Встречается на большей части своего ареала на засушливых, каменистых лугах, закустаренных склонах холмов.

## Биология
Развивается за год в двух — трёх поколениях. Время лёта в Южной Европе с марта по сентябрь. Зимует куколка.
Кормовые растения гусениц: Iberis saxatilis, Iberis sempervirens.